# Hlava v oblacích
Hlava v oblacích (v originále Head in the Clouds) je americko-britsko-kanadsko-španělský hraný film z roku 2004, který režíroval John Duigan podle vlastního scénáře. Film popisuje osudy tří přátel během druhé světové války. Snímek v ČR vyšel na DVD v roce 2005.

## Děj
Na počátku 30. let studuje Gilda Bessé na univerzitě v Cambridge, kde se seznámí s irským studentem Guyem Malyonem a od té doby se přátelí. Gilda pracuje jako umělecká fotografka v Paříži a bydlí spolu s Miou, která utekla ze Španělska před frankisty. Do Paříže za nimi přijíždí i Guy, který pracoval jako učitel. Mia a Guy se rozhodnou zúčastnit se španělské občanské války a bojovat proti fašistům. Guy vstoupí mezi interbrigadisty a Mia odjíždí jako zdravotní sestra. Gilda je přesvědčena, že válka se jí netýká a je rozzlobená, že ji přátelé opouštějí. Mia a Guy se jednoho dne potkají ve Španělsku a stráví spolu noc. Následujícího dne Mia zahyne, když její sanitka najede na minu. Guy se vrací zpět do Paříže, ale nepohodne se Gildou a odjíždí proto do Velké Británie. Po vypuknutí druhé světové války pracuje Guy pro britskou rozvědku. V roce 1944 se vrací do okupované Paříže, aby navázal styk se členy francouzského odboje. Zde se dozví, že Gilda má poměr s důstojníkem SD, Franzem Bietrichem. Díky tomu se jí podaří Guye varovat před léčkou. Při jedné ze sabotážních akcí je Guy těžce raněn a odeslán zpět do Londýna. Zde se dozví, že Gilda dodává Britům tajné informace, které získává díky vztahu s Bietrichem. V srpnu 1944 se vrací se Spojenci do Francie a během Pařížského povstání se snaží nalézt Gildu. Gilda je však povstalci zajata a posléze zabita odbojářem, jehož sestru Bietrich umučil.

## Obsazení
| Charlize Theronová | Gilda Bessé     |
| Penélope Cruzová   | Mia             |
| Stuart Townsend    | Guy Malyon      |
| Thomas Kretschmann | Franz Bietrich  |
| Steven Berkoff     | Charles Bessé   |
| David La Haye      | Lucien          |
| Karine Vanasse     | Lisette         |
| Gabriel Hogan      | Julian Elsworth |

## Ocenění
- Genie Award: Paul Sarossy (nejlepší kamera), Mario Davignon (nejlepší kostýmy), Dominique Fortin (nejlepší střih), Terry Frewer (nejlepší filmová hudba), nominace v dalších třech kategoriích
- Canadian Society of Cinematographers Award: Paul Sarossy
- Film Festival Internazionale di Milano: John Duigan (nejlepší režie)
- Prix Jutra: Mario Davignon (nominace)